# Martina del Trecco
Martina del Trecco (Villa Mercedes, Argentina; 28 de octubre de 2001) es una futbolista argentina. Juega de delantera y actualmente se encuentra libre tras su paso por River Plate de la Primera División Femenina de Argentina. Fue convocada a la selección sub-20 de Argentina en mayo de 2019 y en noviembre de 2020 a la Selección femenina de fútbol de Argentina.

## Trayectoria

### Inicios
En su ciudad natal de Villa Mercedes comenzó jugando a los 7 años en las categorías inferiores del Club Sportivo Pringles con futbolistas varones, y los 11 años en el club Aviador Origone en la primera del fútbol femenino, jugando también futsal.

### River Plate
En mayo de 2019 arriba al "millonario" un mes y medio después firmó su primer contrato profesional con River Plate siendo la primera sanluiseña en hacerlo. El 29 de septiembre de 2019 hizo su debut en el equipo y además marcó su primer gol, contra Platense, por la segunda fecha del Campeonato de Fútbol Femenino 2019-20. En mayo de 2020 renovó su contrato en la entidad riverplatense por un año y medio a partir del 1 de julio.
Con "la banda" participó de la Copa Libertadores Femenina 2020, disputando 4 partidos (con 354'' minutos jugados) y anotando un gol contra Atlético SC de Venezuela en el minuto 84. Fue la autora del primer gol del elenco femenino jugando en el Estadio Monumental, el 27 de marzo 2022, en el empate 1 a 1 en el Superclásico ante las Xenéizes. El 12 de noviembre de 2022 se consagró campeona de la Copa Federal, jugando desde el inicio ante Belgrano, siendo este su primer título oficial con el club de Núñez. En diciembre de 2023, del Trecco anunció su salida del club Millonario.

## Clubes
| Club        | País      | Año       |
| ----------- | --------- | --------- |
| River Plate | Argentina | 2019-2023 |

## Palmarés

### Títulos nacionales
| Título                               | Club        | País      | Año  |
| ------------------------------------ | ----------- | --------- | ---- |
| Copa Federal de Fútbol Femenino 2022 | River Plate | Argentina | 2022 |

## Selección nacional

### Selección Argentina Sub-20
Su primer experiencia en la selección nacional fue en mayo de 2019 cuando fue convocada a la selección femenina sub-20 integró la lista para disputar el Sudamericano Sub-20 del que no pudo participar debido a una lesión en su rodilla izquierda.

### Selección Argentina
En noviembre del año 2020 fue convocada por primera vez a la selección mayor, aunque su debut se dio en abril de 2021 en un amistoso contra Venezuela, previo a un triangular ante susodicho equipo y el seleccionado del País Vasco.

## Vida personal
Es hija de Claudia Rimondi y Elio Gabrielle Del Trecco, se crio en su natal Villa Mercedes en una familia numerosa de siete hermanos (Kevin, Lucas, Emiliano, Francesco, Giuliana y Macarena) siendo ella la tercera. Es hincha fanática de River Plate, llegando a declarar: "Estar en River, en el club que más amo y del cual soy hincha, es increíble". Confesó que su pasión por el fútbol nace desde muy pequeña, llegando incluso a arrancar la cabeza de una muñeca para jugar. A la edad de 13 años realizó una prueba en River Plate mientras formaba parte de Aviador Origone aunque por diferentes motivos no se quedó en el equipo.